# San Martín del Rey Aurelio
San Martín del Rey Aurelio (asztúriai nyelven Samartín del Rei Aurelio) község Spanyolországban, Asztúria autonóm közösségben. San Martín del Rey Aurelio Siero, Bimenes, Llaviana, Mieres, Asturias és Langreo községekkel határos. Lakosainak száma 15 405 fő (2024).

## Népesség
A település népessége az utóbbi években az alábbiak szerint változott:
| Lakosok száma | 20 499 | 19 938 | 19 115 | 18 729 | 17 953 | 17 460 | 16 584 | 16 074 | 15 505 | 15 405 |
|               | 2001   | 2004   | 2007   | 2009   | 2012   | 2014   | 2017   | 2019   | 2022   | 2024   |